# حقل البحرين البري

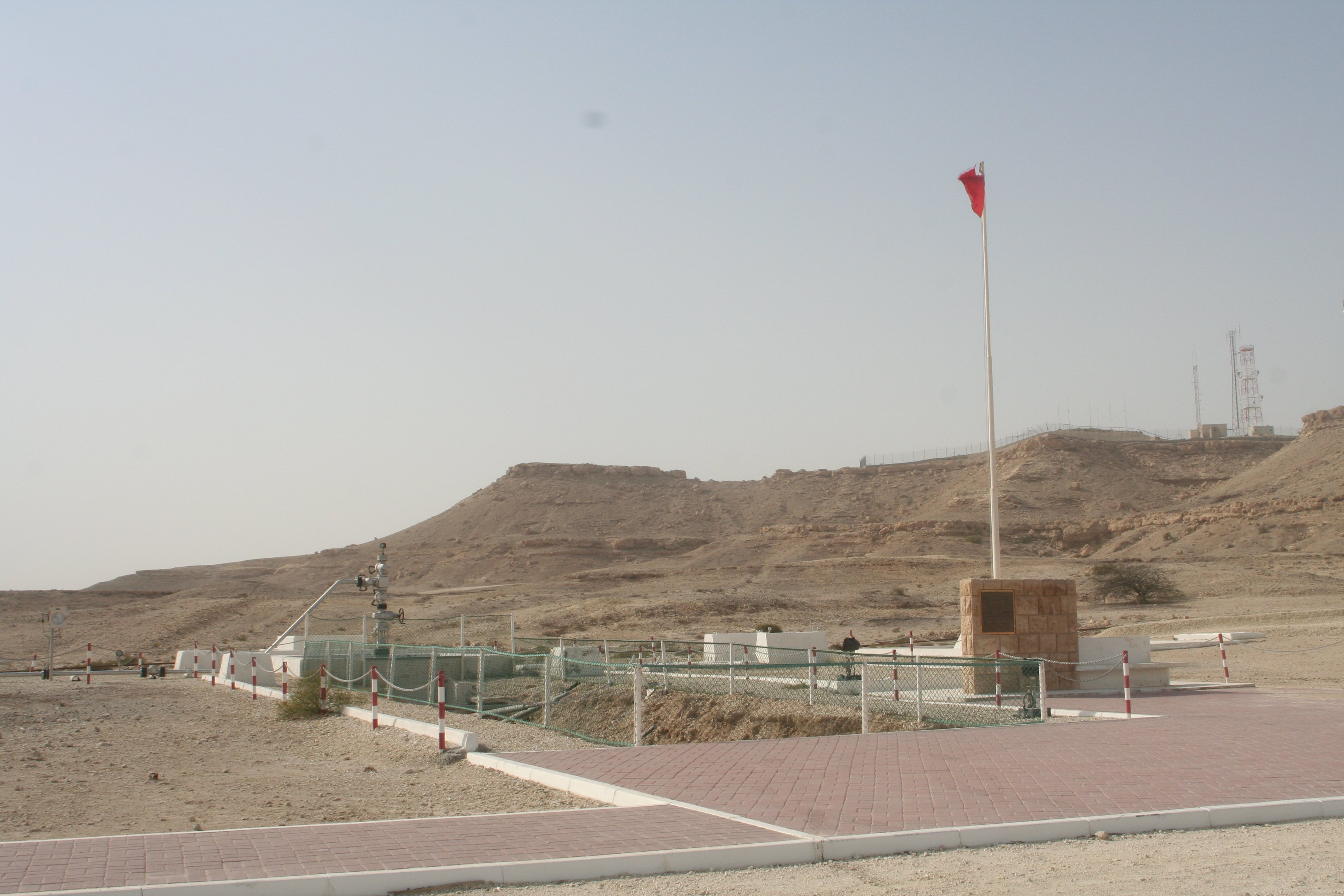
أول بئر نفط في البحرين

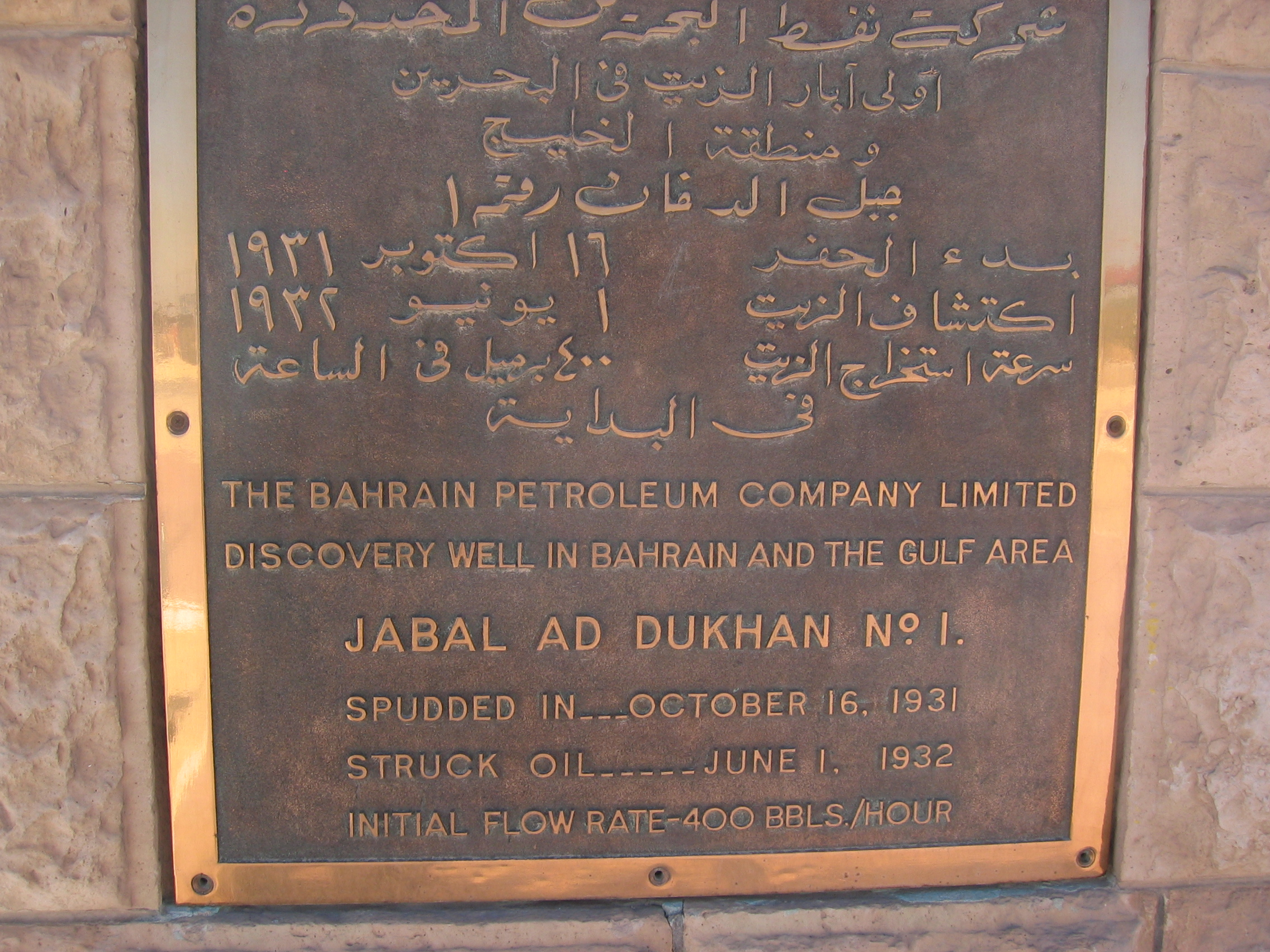
لوحة أول بئر نفط في البحرين

كما يوحي اسمها هو أول بئر نفط في الخليج العربي ويقع في البحرين. يقع البئر تحت جبل دخان. يتم تشغيله من قبل شركة نفط البحرين. تدفق النفط لأول مرة من هذا البئر في 16 أكتوبر 1931 وبدأ البئر أخيرا في التدفق بغزارة صباح يوم 2 يونيو 1932. كان معدل تدفق النفط الأولي 9،600 برميل يوميا. قبل عقد 1970 فإن البئر كان ينتج 70،000 برميل في اليوم وبعد أن استقرت عند حوالي 35،000 برميل في اليوم. بالقرب من البئر تم بناء لوحة.
كانت البحرين أول دولة في الخليج العربي يتم اكتشاف النفط وتزامن مع انهيار السوق العالمي للؤلؤ.
من ناحية أخرى، وصفت المصادر حقل البحرين النفطي، وهو أول حقل يتم اكتشافه في منطقة الخليج في العام 1932، بأنه واحد من الحقول الفريدة في العالم بسبب أن به طبقات مختلفة تحتوي على نحو 16 مكمناً نفطياً، تشمل النفط الخفيف والثقيل، وكل مكمن أو مخزن له اسم عربي مختلف. وشرح الخبير النفطي، أن السبب في صعوبة استخراج النفط بالطرق التقليدية من حقل البحرين ناتج عن أن كميات النفط الموجودة متماسكة مع التربة وأنها لا تخرج بشكل طبيعي، وإنما تحتاج إلى عملية تسخين لتكوين ضغط للتغلب على المشكلة، وهو ما يعرف بالطرق التكنولوجية الحديثة المشهورة بها كندا.
كما استخدمت هذه الطريقة شركة النفط الأميركية العملاقة أوكسيدنتال (Occidental)، التي لها باع طويل في استخراج النفط، في سلطنة عُمان، وسيتم استخدام هذه الطريقة في حقل البحرين في وقت لاحق لاستخراج النفط الثقيل المتوافر في الطبقات السفلى.
وتقوم بعملية رفع الطاقة الإنتاجية للآبار النفطية في هذه المملكة الصغيرة شركة «تطوير»، وهي مشروع مشترك بين الهيئة الوطنية للنفط والغاز وشركة «مبادلة للتطوير» في دولة الإمارات العربية المتحدة، وأوكسيدنتال بتروليوم كوربوريشن.
واستطاعت «تطوير» حتى الآن إلى زيادة الإنتاج إلى 40 ألف برميل يومياً من نحو 32 ألف برميل يومياً في 2010. وترمي الشركة إلى رفع إنتاج حقل البحرين إلى 100 ألف برميل يومياً من النفط بعد 7 سنوات، عن طريق استعمال تقنية حديثة، والمحافظة على مستوى الإنتاج حتى العام 2028.
لكن المصادر قالت، إن شركة «تطوير» قامت باستخدام طبقة من الحمض لتحفيز استخراج مزيد من النفط بشكل أسرع، ولكن عند تطبيق عملية التسخين التي تشتهر بها شركة أوكسيدنتال فإن ذلك قد يساهم في رفع طاقة الإنتاج من الحقل بشكل ملحوظ.
وبدأت هيئة النفط والغاز حملة قوية من أجل البحث عن النفط والغاز في المياه الإقليمية، وفازت شركة أوكسيدنتال بالقواطع رقم 1, 3 و4 في حين حصلت الشركة التايلندية بي تي تي على القاطع رقم 2، وستقوم بحفر أول بئر في النصف الأول من 2010.
وكان منح القاطع رقم 1 الواقع في المياه الإقليمية الشمالية للبحرين قد تأخر بسبب عدم تقدم أي شركة عند طرح المناقصة في السابق للحصول على الامتياز، غير أن أوكسيدنتال عادت ثانية وطلبت الحصول عليه وتمت الموافقة الرسمية.
وتعد البحرين من الدول المنتجة للنفط الصغيرة؛ إذ تنتج نحو 40 ألف برميل يومياً من حقولها البرية في حين تتسلم نحو 150 مليون برميل يوميّاً من الحقل البحري المشترك (أبوسعفة) مع المملكة العربية السعودية. كما تستورد نحو 200 ألف برميل من النفط الخام السعودي لتصفيته في المصفاة ومن ثم تعيد تصديره إلى الأسواق العالمية